# Amt Karstädt
Das Amt Karstädt war ein 1992 im Land Brandenburg gebildetes Amt, in dem 13 Gemeinden im damaligen Kreis Perleberg (heute Landkreis Prignitz) zu einem Verwaltungsverbund zusammengeschlossen waren. Sitz der Amtsverwaltung war in der Gemeinde Karstädt. Das Amt Karstädt wurde 2003 wieder aufgelöst.

## Geographische Lage
Das Amt Karstädt grenzte im Norden an das Land Mecklenburg-Vorpommern, im Osten an das Amt Putlitz-Berge und Amt Groß Pankow/Prignitz, im Süden an die Stadt Perleberg und das Amt Lenzen-Elbtalaue.

## Geschichte
Am 15. Mai 1992 erteilte der Minister des Innern seine Zustimmung zur Bildung des Amtes Karstädt mit Sitz in Karstädt. Die Bildung kam mit der Veröffentlichung der Bekanntmachung am 15. Juni 1992 zustande. Zum Zeitpunkt der Gründung umfasste das Amt 13 Gemeinden des damaligen Kreises Perleberg (in der Reihenfolge im Amtsblatt).
1. Blüthen
2. Karstädt
3. Dallmin
4. Kribbe
5. Mankmuß
6. Premslin
7. Nebelin
8. Laaslich
9. Garlin
10. Boberow
11. Pröttlin
12. Groß Warnow
13. Reckenzin

Das Amt Karstädt hatte Ende 1992 8601 Einwohner. Zum 31. Dezember 2001 schlossen sich zunächst Blüthen, Dallmin, Groß Warnow, Karstädt, Kribbe, Laaslich, Premslin und Reckenzin zu einer neuen Gemeinde Karstädt zusammen. Zum 31. Dezember 2002 wurden die Gemeinden Garlin, Mankmuß und Pröttlin in die Gemeinde Karstädt eingegliedert. Zum 26. Oktober 2003 wurden schließlich noch Boberow und Nebelin nach Karstädt eingegliedert und das Amt Karstädt wurde aufgelöst. Zum Jahresende 2002 hatte das Amt Karstädt 7457 Einwohner.

## Amtsdirektor
Letzter Amtsdirektor war Dieter Wetzel.

## Belege
1. ↑  Bildung des Amtes Karstädt. Bekanntmachung des Ministers des Innern vom 13. Mai 1992. Amtsblatt für Brandenburg - Gemeinsames Ministerialblatt für das Land Brandenburg, 3. Jahrgang, Nummer 38, 15. Juni 1992, S. 742.
2. 1 2  Beitrag zur Statistik Landesbetrieb für Datenverarbeitung und Statistik Historisches Gemeindeverzeichnis des Landes Brandenburg 1875 bis 2005. 19.12 Landkreis Prignitz (Online als PDF; 0,4 MB).
3. ↑  Bildung einer neuen Gemeinde Karstädt. Bekanntmachung des Ministeriums des Innern vom 14. Dezember 2001. Amtsblatt für Brandenburg - Gemeinsames Ministerialblatt für das Land Brandenburg, 12. Jahrgang, Nummer 52, 27. Dezember 2001, S. 904 PDF
4. ↑  Eingliederung der Gemeinde Garlin in die Gemeinde Karstädt. Bekanntmachung des Ministeriums des Innern vom 24. April 2002. Amtsblatt für Brandenburg - Gemeinsames Ministerialblatt für das Land Brandenburg, 13. Jahrgang, Nummer 20, 15. Mai 2002, S. 518 PDF
5. ↑  Eingliederung der Gemeinde Mankmuß in die Gemeinde Karstädt. Bekanntmachung des Ministeriums des Innern vom 24. April 2002. Amtsblatt für Brandenburg - Gemeinsames Ministerialblatt für das Land Brandenburg, 13. Jahrgang, Nummer 20, 15. Mai 2002, S. 518 PDF
6. ↑  Eingliederung der Gemeinde Pröttlin in die Gemeinde Karstädt. Bekanntmachung des Ministeriums des Innern vom 24. April 2002. Amtsblatt für Brandenburg - Gemeinsames Ministerialblatt für das Land Brandenburg, 13. Jahrgang, Nummer 20, 15. Mai 2002, S. 518 PDF
7. ↑  Fünftes Gesetz zur landesweiten Gemeindegebietsreform betreffend die Landkreise Barnim, Märkisch-Oderland, Oberhavel, Ostprignitz-Ruppin, Prignitz, Uckermark (5.GemGebRefGBbg) vom 24. März 2003 (Gesetz- und Verordnungsblatt für das Land Brandenburg, I (Gesetze), 2003, Nr. 05, S. 82), geändert durch Gesetz vom 1. Juli 2003 (Gesetz- und Verordnungsblatt für das Land Brandenburg, I (Gesetze), 2003, Nr. 10, S. 187)